# Pec (Domažlice)
Pec é uma comuna checa localizada na região de Plzeň, distrito de Domažlice.

## Galeria

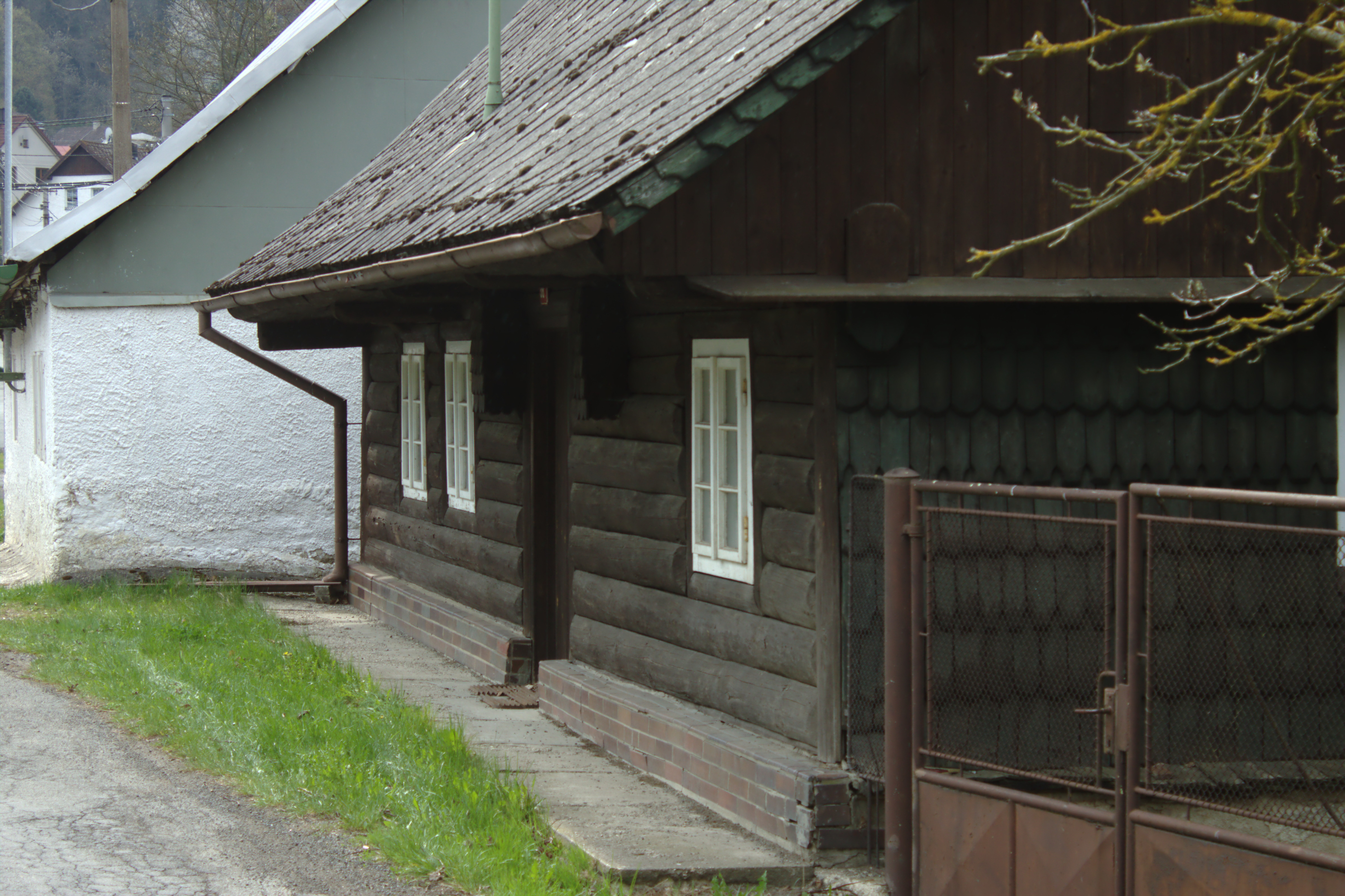
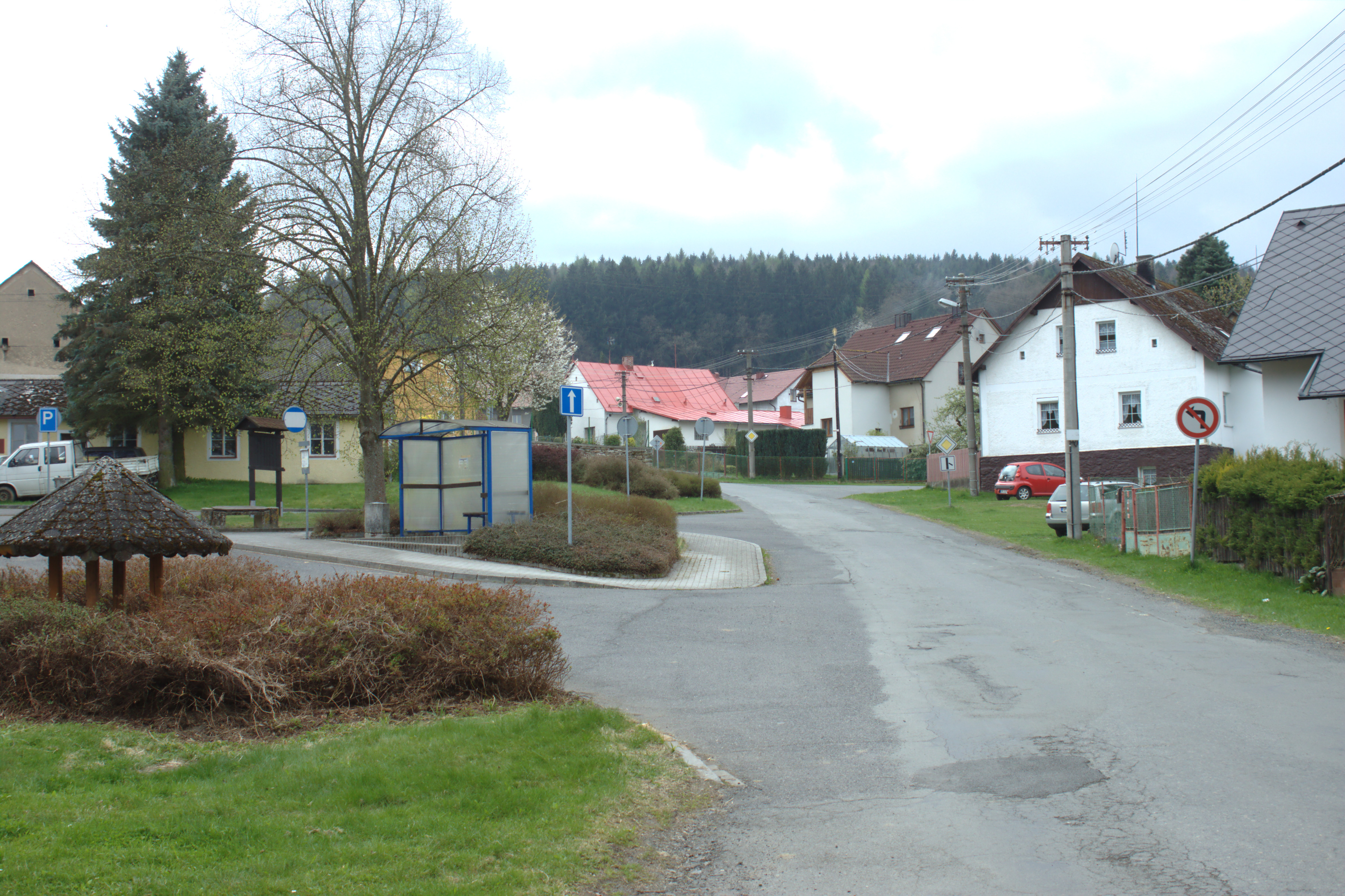
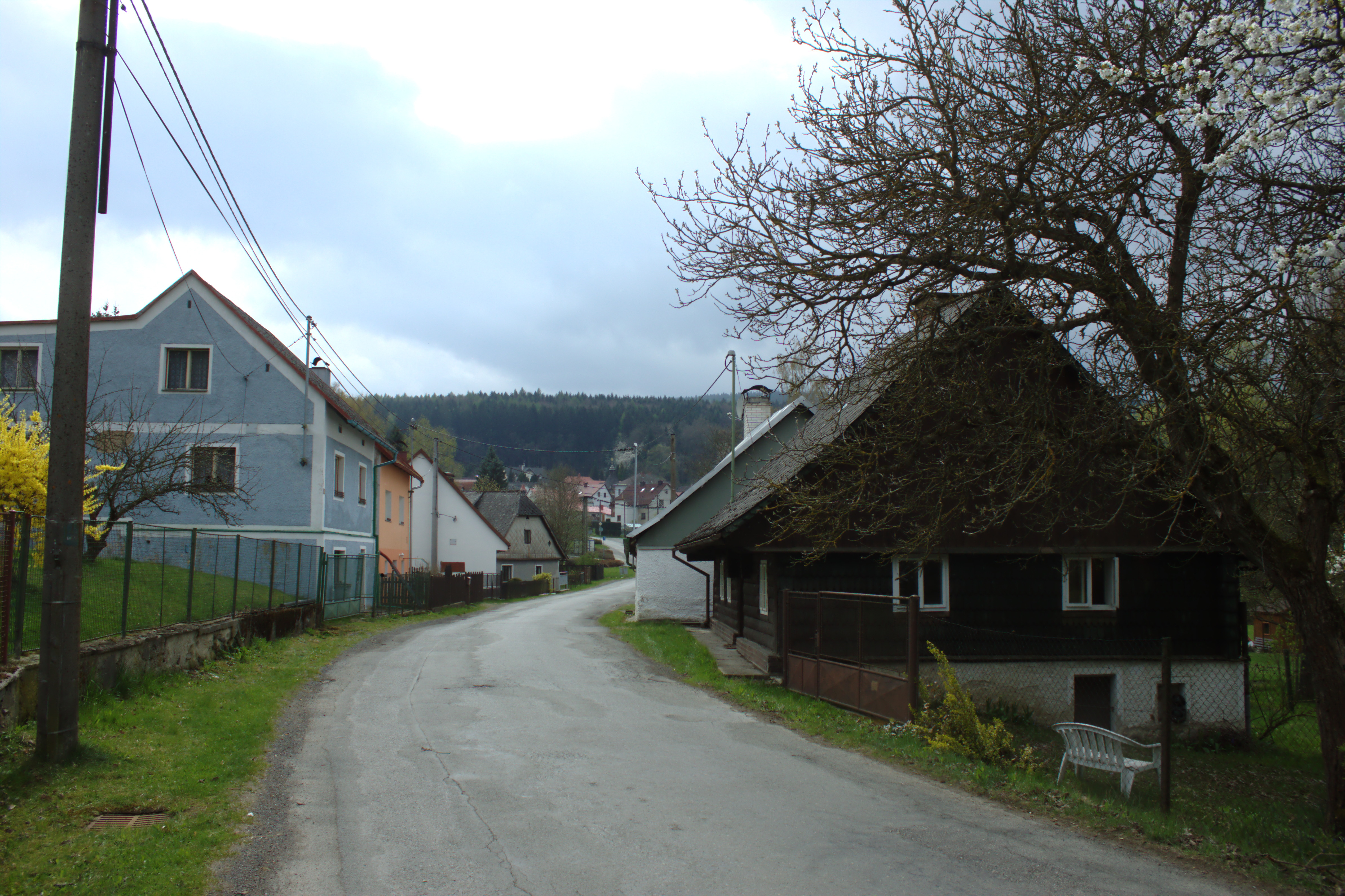